# أشلين بروك
أشلين بروك (بالإنجليزية: Ashlynn Brooke) هي عارضة أزياء وممثلة إباحية سابقة أمريكية ولدت في يوم 14 أغسطس 1984 في بلدة شوكتو (أوكلاهوما) في الولايات المتحدة.

## روابط خارجية
- أشلين بروك على موقع IMDb (الإنجليزية)
- أشلين بروك على موقع قاعدة بيانات الفيلم (الإنجليزية)
- أشلين بروك على موقع كينوبويسك (الروسية)